# Gyógyvíz
Gyógyvíznek azokat az ásványvizeket, borvizeket, termálvizeket nevezzük, amelyek fizikai tulajdonságai, vagy kémiai összetétele miatt gyógyító hatásúak, és számukra az adott ország rendelete alapján, melynek területén található, az ásványvíz, vagy gyógyvíz megnevezést engedélyezték.

## Törvény az ásványvizekről és gyógyvizekről
Minden ország szabályozza, illetve a szabályozás révén ismeri el az ásvány-, illetve gyógyvizeit. Magyarországon az egészségügyről szóló 1997. évi CLIV törvény 247. §-a (2) bekezdésének x) pontja, valamint a 74/1999. (XII. 25.) EüM rendelet alapján az Országos Gyógyhelyi és Gyógyfürdőügyi Főigazgatóság (OGYFI) engedélyezi ásványvíznek és gyógyvíznek vélelmezhető víznek elismert ásványvízként, illetőleg gyógyvízként való megnevezését.
Ásványvíz és gyógyvíz fogalma a 16. századig nem különült el egymástól. Az első fogalmi elkülönülés a 20. században az 1929. XVI sz. Fürdőtörvényben valósult meg.

## Gyógyvizek csoportosítása
Hőmérséklet alapján
A gyógyvizeket hőmérsékletük alapján, 20 °C (Magyarországon 30 °C) alatt hideg, az ezt meghaladókat meleg víznek (hévíznek vagy termálvíznek) nevezzük. A mélyfúrású kutak vizét csak akkor nevezzük termál- vagy hévíznek, ha hőmérséklete meghaladja a 30-31 °C-ot.
- Hideg gyógyvíz
- Termálvíz vagy hévíz az a rétegvíz, amelynek hőmérséklete meghaladja a 30-31 °C-ot (országonként változó). A víz hőfokát az adott terület geotermikus gradiense határozza meg. Európában ez az átlagérték 33 m/°C, Magyarországon 20 m/°C. Ez azt jelenti, hogy hazánkban relatíve kisebb mélységből hozható a felszínre termálvíz. A termálvíz fogalmát a hétköznapokban gyakran helytelenül azonosítják a gyógyvíz fogalmával.

A termálvizeket hőmérsékletük alapján 3 csoportba sorolják:
- hipotermál vizek (20-31°C)
- izotermál vizek (32-38°C)
- hipertermál vizek (magasabb mint 38°C)

Ásványianyag tartalom alapján
- alacsony: 1 g/l alatt
- átlagos: 1-15 g/l
- koncentrált: 15-35 g/l
- erősen koncentrált: 35-150 g/l
- nagyon koncentrált: 150g/l fölött

Ozmotikus nyomás alapján
Összevetve a fiziológiás oldattal (NaCl 9,5 g % , 325 mol/l)
- hipotón
- izotón
- hipertón

Ph-értékük alapján
- lúgos
- savas

Összetételük alapján
- egyszerű
- kombinált

A víz kémiai összetétele alapján
A gyógyvizeket kémiai elemzés alapján az alábbi csoportokba osztják:
- Egyszerű szénsavas vizek

Ezeket savanyúvíznek vagy borvíznek is nevezik, 1 liter vízben 0,6 grammnál több hidrogén-karbonát található. Általában ásványvízként kerülnek forgalomba, de nagyon sok esetben gyógycélra is felhasználják.
- Földes, meszes vizek

Főbb alkotórészei a kalcium-, magnézium-, és hidrogén-karbonát-ionok. Szintén a reumatikus betegségek gyógyítására, de ha szénsavat is tartalmaznak, szív- és gyomorbetegségek kezelésére is használják.
- Alkalikus vizek

Főképpen a szódabikarbóna ionjait, vagyis nátrium-, és hidrogén-karbonát-ionokat találunk bennük. Leggyakrabban ivókúrára használják, alkalmas a gyomor-, bélhurut, gyomorsavtúltengés, vagy légúti hurut kezelésére.
- Kloridos vagy konyhasós vizek

Nátrium- és kloridionokat tartalmaznak. Alkalmazzák a reuma, a női szervek betegségeiben, de ivókúrában a nyálkahártyák hurutos megbetegedésekor is kedvezően hat.
- Keserűvizek

Jellegzetes keserű ízüket a szulfátion adja, de a glaubersós vizek ezen felül még nátriumiont, a keserűsós vizek magnéziumiont is tartalmaznak. Hígítva a gyomor-, bél-, máj-, epebetegek ivókúrájára használják, hashajtóhatásuk közismert.
- Vasas vizek

Egy literben 0,03 grammnál több kétszer szénsavas vasat tartalmaznak, többnyire sok szabad szénsav, kétszer szénsavas nátrium és kalcium, néha konyhasó, néha kénsavas nátrium mellett. Eszerint beszélhetünk tisztán vasas vizekről, alkális, alkális-konyhasós, földes és glaubersós vasas vizekről. A vasas fürdőkből a vas a bőrön át szívódik fel a szervezetbe, de a vashiány okozta vérszegénység esetén inkább ivókúrát alkalmazva várható el jó eredmény.
- Kénes vizek

A ként kén-hidrogén, karbonil-szulfid (COS), ritkán nátrium-szulfid, kalcium-szulfid alakjában tartalmazzák. Ezek fürdő formájában is alkalmasak arra, hogy a szervezet kénhiányát pótolják, a kénes fürdő erélyes hatású, leginkább a reumás betegségek, egyes bőrbetegségek kezelésében van nagy jelentősége.
- Jódos–brómos vizek

Általában ezek egyidejűleg konyhasósak is, ezért alkalmasak a reuma, női szervek betegségei, és egyes bőrbetegségek kezelésére is. Ivókúrában a jód erélyesen hat a pajzsmirigyre, ezért az orvos kanalas mennyiségben rendeli.
- Radioaktív vizek

Rádiumiont, radon-gázt tartalmaznak, többféle módon, fürdő, belégzés és ivókúra formájában is hatásosan alkalmazzák. Közismerten fájdalomcsillapító hatása van, befolyásolják a belső elválasztású mirigyek működését, befolyásolják az anyagcserét. (Régen a néphit fiatalító hatást is tulajdonított az ilyen vizeknek.)
- Egyszerű hévizek (Akratotermák)

Ezek kevés oldott szilárd anyagot tartalmaznak, de gyógyító hatásuk közismert, különösen a reumás betegségek esetén.

## A gyógyvizek meghatározása
Sok országban a szabályozás nem tesz különbséget továbbra sem az ásványvíz és a gyógyvíz fogalma között. Ellenben a magyar jog kimondja, hogy:

1. Gyógyvíz az olyan természetes ásványvíz, amelynek bizonyított gyógyhatása van.
2. A gyógyvíz elnevezés használatának engedélyezése szempontjából
a) külsőleg történő (fürdővízkénti) felhasználásban gyógyvíz az a víz, amely megfelel a külsőleg történő felhasználású ásványvíz követelményeinek, továbbá a természetes ásványi anyagok (kőzetek) vízzel történő kilúgozása során keletkező, oldott ásványianyag-tartalma, kémiai jellege állandó, egészségkárosító anyagokat nem tartalmaz,
b) belsőleg történő (ivási, palackozási, inhalálási célú) felhasználásban gyógyvíz az a víz, amely
ba) megfelel az ásványvíz követelményeinek, és
bb) fogyasztási előírások betartása mellett iható vagy inhalálásra alkalmas, és
bc) ilyen felhasználásban bizonyított gyógyhatása van.
3. A gyógyvíz fürdővízkénti felhasználásánál a fürdési hőmérséklet beállításánál és vízkezelési technológia megválasztásánál olyan eljárást kell alkalmazni, amely a víz biológiailag aktív alkotórészeit a legkevésbé károsítja.
4. Az elnevezési engedélye szerint belsőleg történő felhasználásra szolgáló gyógyvizet az alábbi eltérésekkel lehet az elismert ásványvizekre vonatkozó előírások szerint felhasználni, palackozni:
a) gasztroenterológiai orvosi szakvélemény alapján a címkén fel kell tüntetni a javallatokat, ellenjavallatokat és a fogyasztási előírásokat,
b) 60 minden további eltérés csak a gyógyvíz elnevezési engedélyében meghatározott, az OTH által adott egyedi felmentés alapján lehetséges.

## Javallatok és ellenjavallatok
A gyógyvizek alkalmazási területeit a víz kémiai összetétele, a hőmérséklete, valamint a felszívódás módja (fürdőkúra, ivókúra, inhaláció) határozza meg. A javallatok (indikációk) és ellenjavallatok (kontraindikációk) szigorúan meghatározottak, alkalmazásuk általában orvosi vélemény alapján történik.
Mozgásszervi megbetegedések, például porckopás, reuma, lumbágó vagy gerincsérv esetén jótékony hatásúak lehetnek a kénes, kloridos és földes-alkáli gyógyvizek. Ezek gyulladáscsökkentő, izomlazító és fájdalomcsillapító hatással bírnak. A kúraszerű használat – jellemzően 10–15 napon át tartó, napi egy fürdő – hozzájárulhat a tünetek enyhítéséhez és a mozgásképesség javításához. Hazai példák: a Hévízi-tó kénes és radonos vize, a balfi, igali és hajdúszoboszlói kloridos gyógyvizek.
Emésztőszervi panaszok, például refluxbetegség, diszpepszia|diszkomfort érzéssel járó gyomor- vagy bélhurut, esetenként székrekedés vagy puffadás esetén az alkalikus hidrogénkarbonátos vizek segíthetnek. Ezek a lúgos hatású vizek – mint például a Salvus víz, a Parádi kénes víz vagy a Gyulai gyógyvíz – csökkenthetik a gyomorsav mennyiségét, védik a nyálkahártyát, és elősegíthetik a gyulladásos tünetek mérséklődését.
Nőgyógyászati és urológiai megbetegedések, mint például krónikus hüvelygyulladás, cisztitisz|hólyaghurut, prosztatagyulladás, illetve meddőség egyes formái esetén is alkalmaznak gyógyvizes kezelést. A kloridos és földes gyógyvizek, különösen ülőfürdő formájában, enyhíthetik a gyulladást és javíthatják a kismedencei keringést. Például az igali, cserkeszőlői, hajdúszoboszlói vagy sárvári gyógyvíz ilyen célokra is használatos.
A gyógyvíz alkalmazásának ellenjavallatai közé tartozik többek között:
- Magas vérnyomás (hipertónia) – különösen meleg, 36 °C feletti fürdők használata esetén kerülendő, mivel fokozhatja a kardiovaszkuláris terhelést.
- Vesekövesség – egyes ásványi összetevők (pl. kalcium, oxalát) elősegíthetik a kőképződést, így csak orvosi jóváhagyással javasolt.
- Gyomorfekély – magas kloridtartalmú, erősen sós gyógyvizek irritálhatják a nyálkahártyát, különösen akut fázisban.
- Daganatos betegségek aktív fázisa, lázas állapotok, előrehaladott szívelégtelenség vagy trombózis esetén a fürdőkúrák ellenjavalltak.

A gyógyvíz **nem helyettesíti a gyógyszeres kezelést**, csupán annak kiegészítője lehet. Használata előtt minden esetben célszerű orvossal konzultálni, különösen meglévő krónikus betegségek esetén.